# Paulus Potter
Paulus Pieterszoon Potter (ochrz. 20 listopada 1625 w Enkhuizen, poch. 17 stycznia 1654 w Amsterdamie) – holenderski malarz i akwaforcista okresu baroku; animalista, pejzażysta.

## Życiorys
Jego ojcem był malarz Pieter Symonsz. Potter (1597–1652). Do maja 1628 roku rodzina mieszkała w Lejdzie, a od końca 1631 roku w Amsterdamie.
Prawdopodobnie początkowo kształcił się u swojego ojca. Styl niektórych jego obrazów sugeruje, że mógł również studiować u Claesa Moeyaerta (1591–1655). W 1642 roku został uczniem Jacoba de Wet (1610–1675).
W 1646 roku został zarejestrowany w gildii św. Łukasza w Delfcie. W 1649 roku przeniósł się do Hagi, gdzie został członkiem tamtejszej gildii św. Łukasza. W 1650 roku poślubił Adrianę van Balckeneynde. W 1652 roku powrócił do Amsterdamu. Jego patronem był m.in. lekarz i burmistrz Amsterdamu Nicolaes Tulp (1593–1674).
Potter zmarł w wieku 28 lat. Został pochowany 17 stycznia 1654 roku w Amsterdamie.

## Twórczość
Potter znany jest głównie z przedstawień zwierząt (krów, koni, owiec i psów), wkomponowanych w rozległe krajobrazy. Jego prace odznaczają się fotograficzną dokładnością i perfekcyjną perspektywą. Stosował jasne palety i zwracał uwagę na przestrzenność kompozycji, w których znaczącą rolę odgrywało światło. Najbardziej znanym (choć niekoniecznie najlepszym) dziełem Pottera jest naturalnej wielkości obraz Młody byk z 1647 roku (olej na płótnie, 235,5×339 cm), znajdujący się w zbiorach muzeum Mauritshuis w Hadze. Dbałość o szczegóły w tej pracy stwarza wrażenie niezwykłego i nieco przytłaczającego naturalizmu, zwłaszcza w kontekście rozmiaru dzieła. Potter wykonał również szereg rycin zwierząt, a także pracował jako portrecista. Najważniejszym z jego dzieł z tego ostatniego gatunku jest wielkoformatowy portret jeździecki Dirka Tulpa z 1653 roku.
Pozostawił po sobie ponad 100 prac wykonanych techniką olejną i kilka akwafort. Jego uczniami byli Johan de Ducq i Barend le Petit. Twórczość Pottera miała wpływ na następne pokolenia malarzy pejzażystów, w XIX w. uważano go za prekursora romantyzmu. Największe zbiory prac Pottera posiada paryski Luwr, muzeum Mauritshuis w Hadze i Rijksmuseum w Amsterdamie.

## Wybrane prace
Prace podane za stroną Web Gallery of Art:
- Pejzaż z pasterką i pasterzem grającym na flecie, 1642–1644, Muzeum Sztuk Pięknych w Budapeszcie
- Młody byk, 1647, Mauritshuis, Haga
- Bydło i owca w pejzażu burzowym, 1647, National Gallery w Londynie
- Prowadzenie bydła na pastwisko o poranku, 1947, Residenzgalerie, Salzburg
- Postacie z końmi przy stajni, 1647, Philadelphia Museum of Art
- Krowa przeglądająca się w wodzie, 1648, Mauritshuis, Haga
- Byk, 1649, Staatliche Museen zu Berlin
- Las pod Hagą, 1650, Luwr, Paryż
- Wilczarz, 1950–1952, Ermitaż, Petersburg
- Pejzaż z dwiema krowami i kozłem, 1652, Prado, Madryt
- Krowy na łące przy gospodarstwie, 1653, Rijksmuseum, Amsterdam
- Diederik Tulp, 1653, Collectie Six, Amsterdam

## Galeria

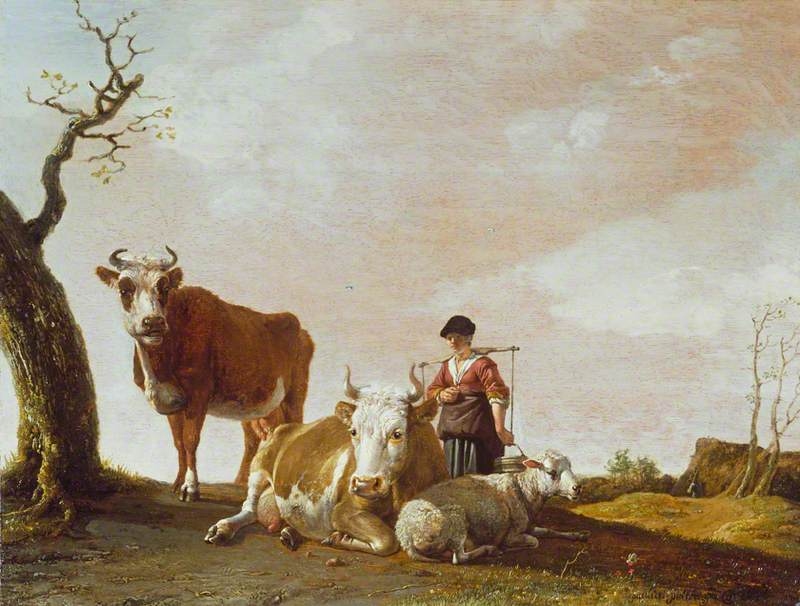
Mleczarz, 1646, Wallace Collection, Londyn
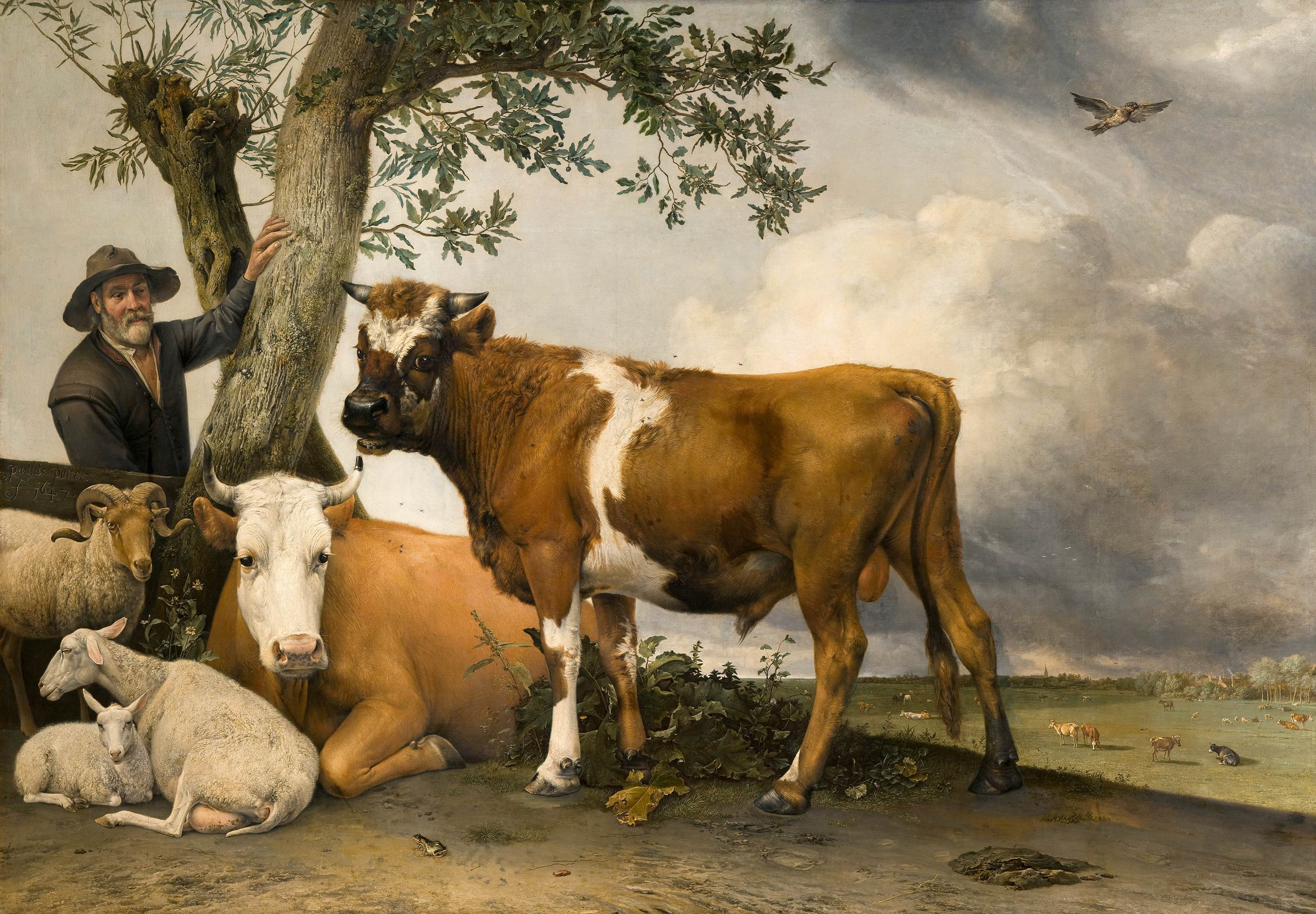
Młody byk, najbardziej znany obraz Pottera z 1647, Mauritshuis, Haga
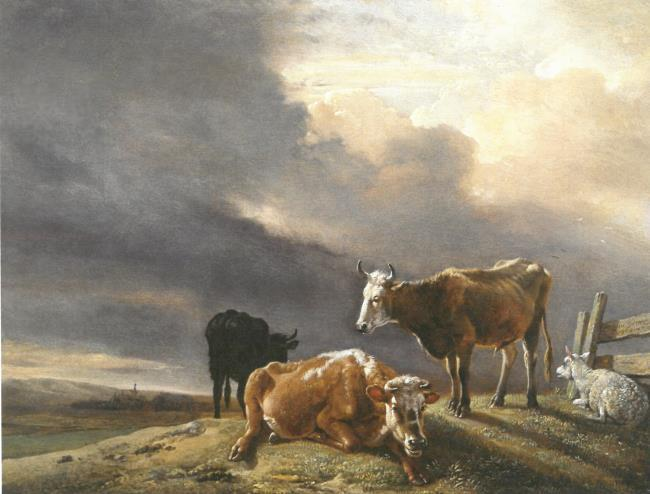
Krowy i owca nałące przy płocie, 1647, kolekcja prywatna
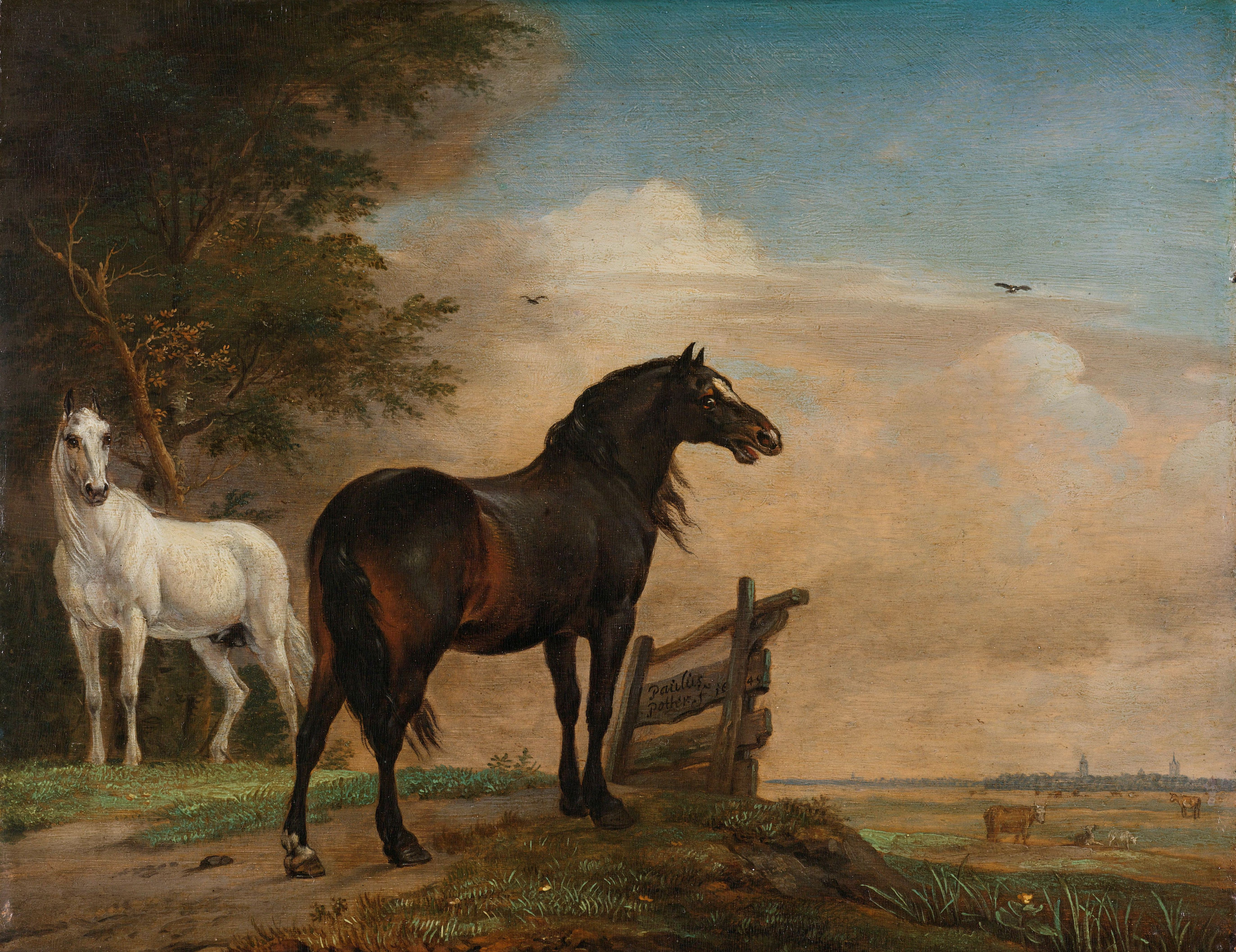
Dwa konie na łące przy płocie, 1649, Rijksmuseum, Amsterdam
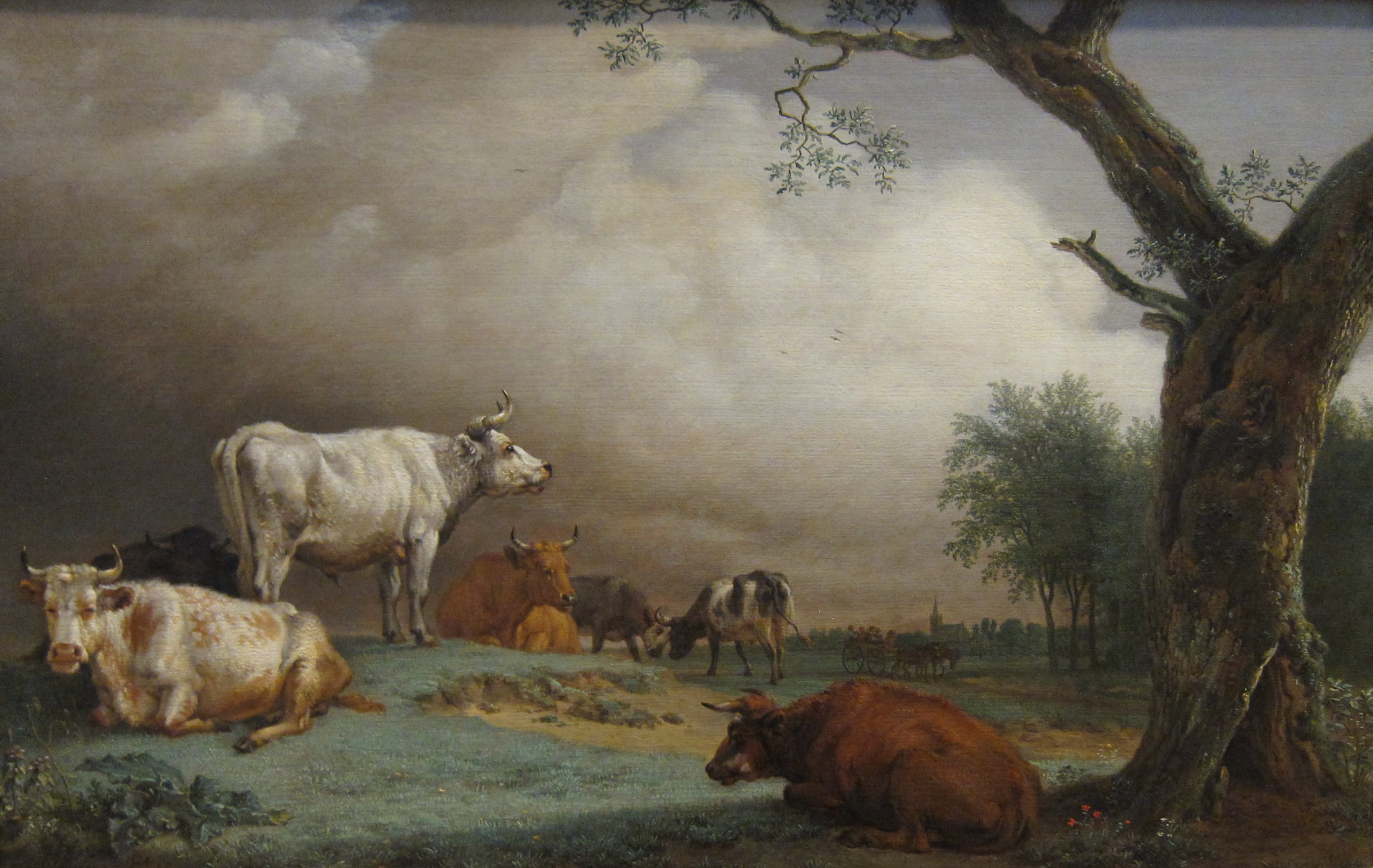
Bydło na polu, 1652, prywatna kolekcja